# Kroksjöns naturreservat
Kroksjöns naturreservat, eller enligt länsstyrelsens officiella benämning Risvedens naturreservat etapp 2, ligger i Ale kommun, Skepplanda och Kilanda socknar, 35 kilometer nordost om Göteborg och sex kilometer ost om Skepplanda.

## Beskrivning
Reservatet omfattar 184 ha, varav 104 ha barrskog, 57 ha myr, 1 ha substratdominerad mark och 22 ha vatten.
Reservatet omfattar Stora Kroksjön och omkringliggande område i Ale kommun och utgör en del av kärnan i det omfattande Risvedenområdet. Risveden är ett förhållandevis opåverkat och varierat barrskogslandskap som är mycket representativt för Västsverige.
I Stora Kroksjön finns möjlighet till sportfiske. Här finns självreproducerande bestånd av röding och elritsa. Öring och regnbåge utplanteras årligen. Fiskekort erfordras för fiske. En stig leder runt sjön och fyra vindskydd har iordningställts utefter stigen. Höjdpartiet norr om sjön erbjuder en storslagen utsikt över sjön och den omgivande skogen. I väster finns Långemossen med stora mängder av myrlilja och orkidéer samt torpruinen Hällspånga, bebodd till 1850.
Området förvaltas av Västkuststiftelsen. Tillsammans med naturreservaten Trehörningen, Rammdalen och Risvedens vildmark utgör Kroksjön del av ett 750 hektar stort sammanhängande område av skyddad vildmark.

## Bilder

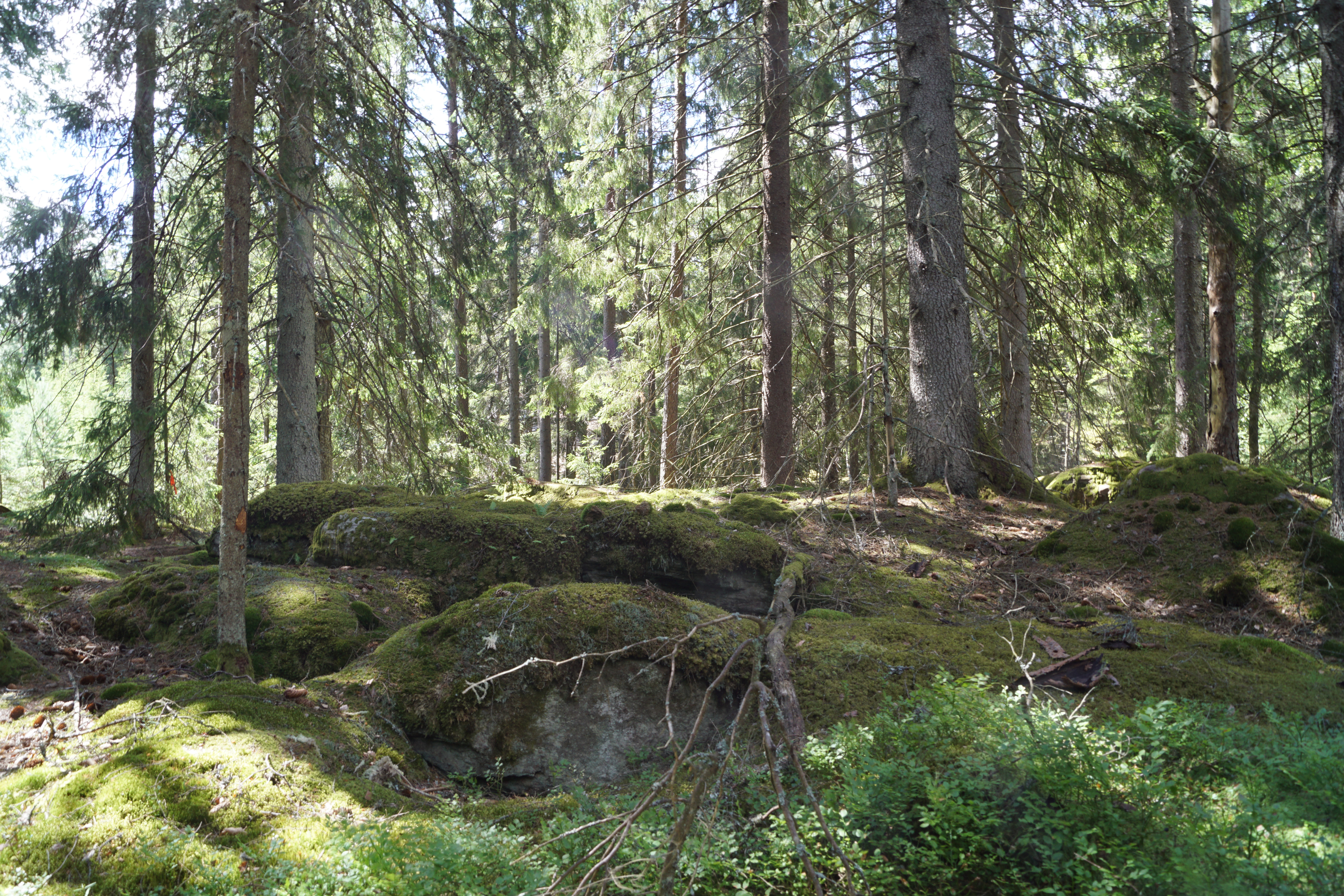
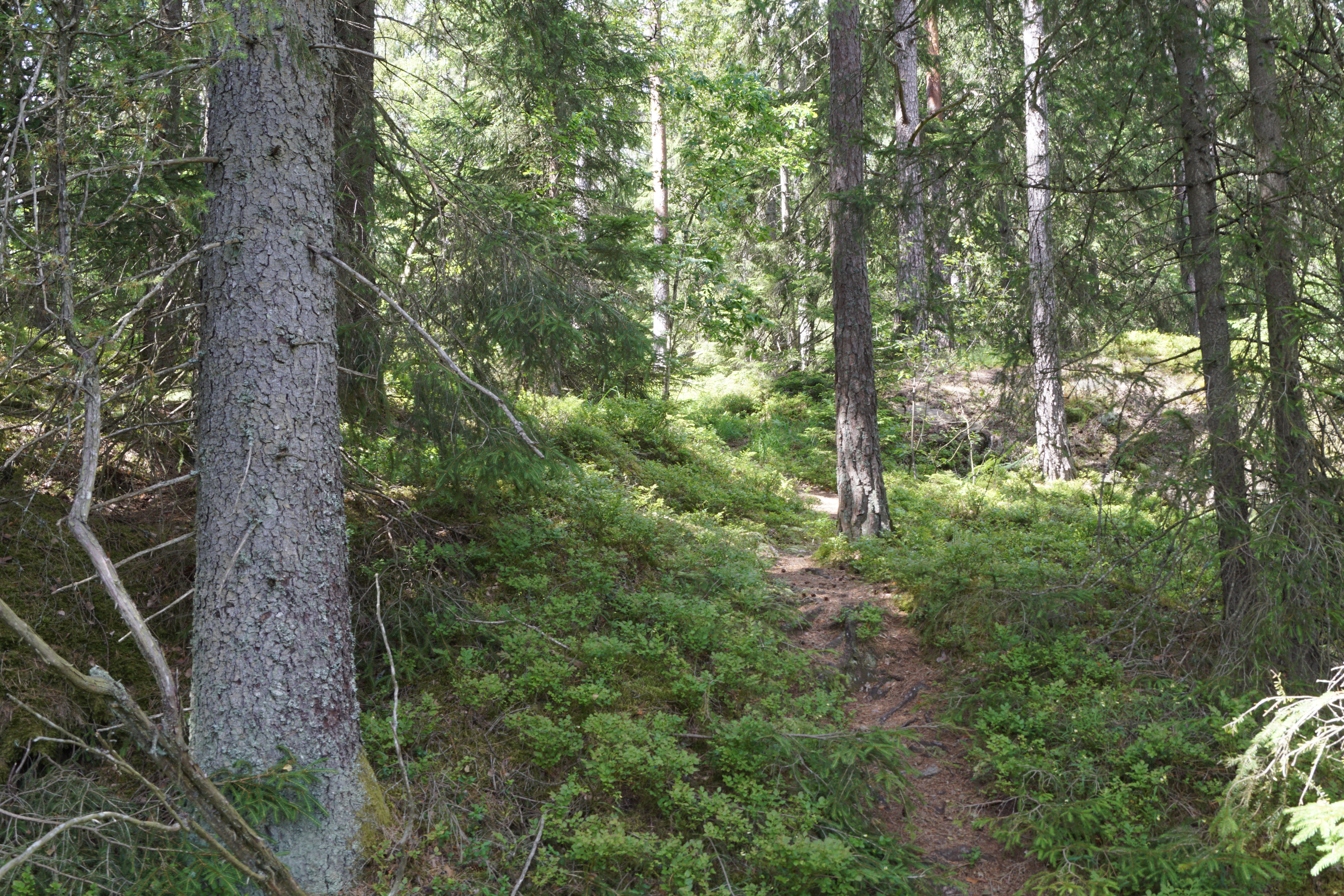
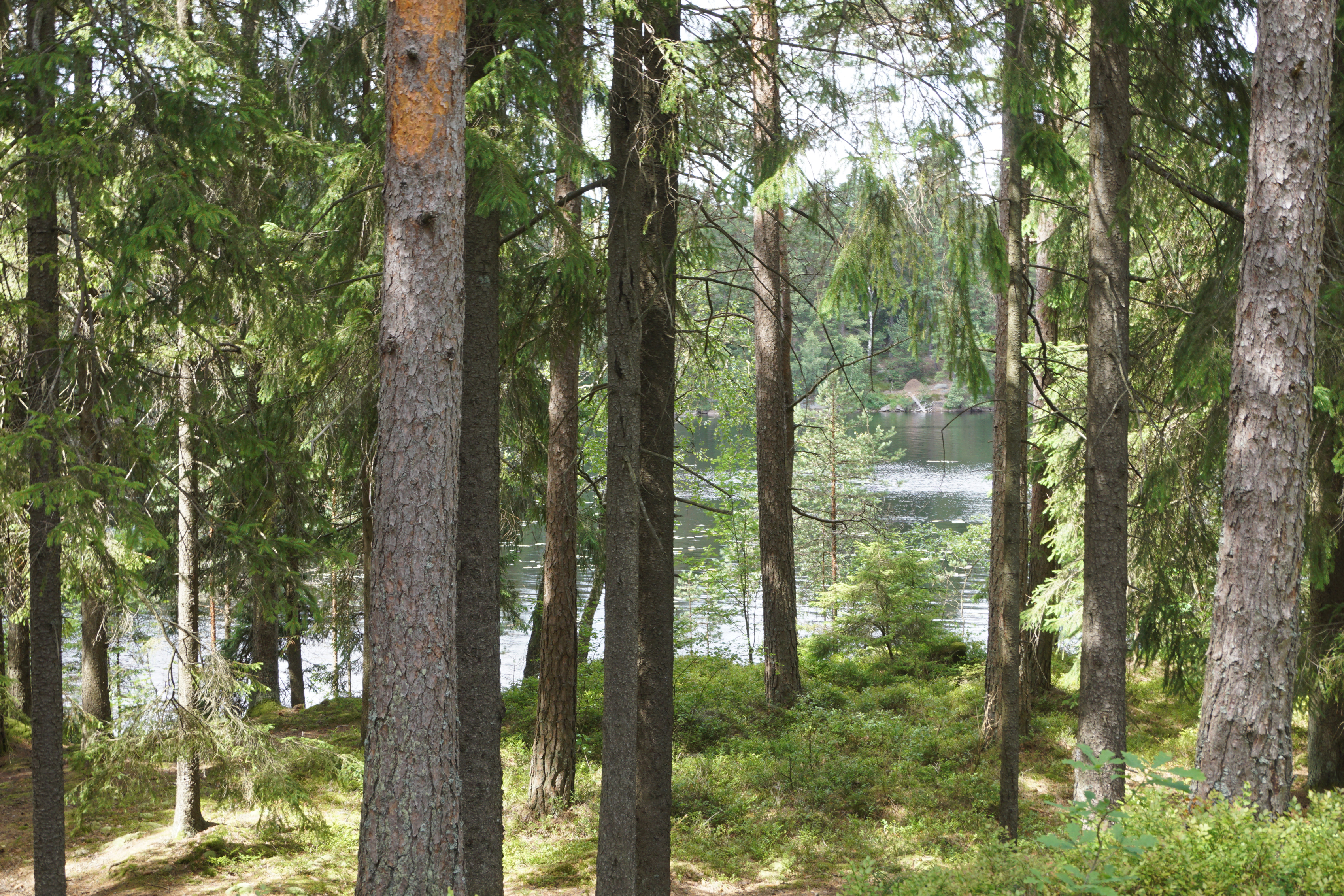
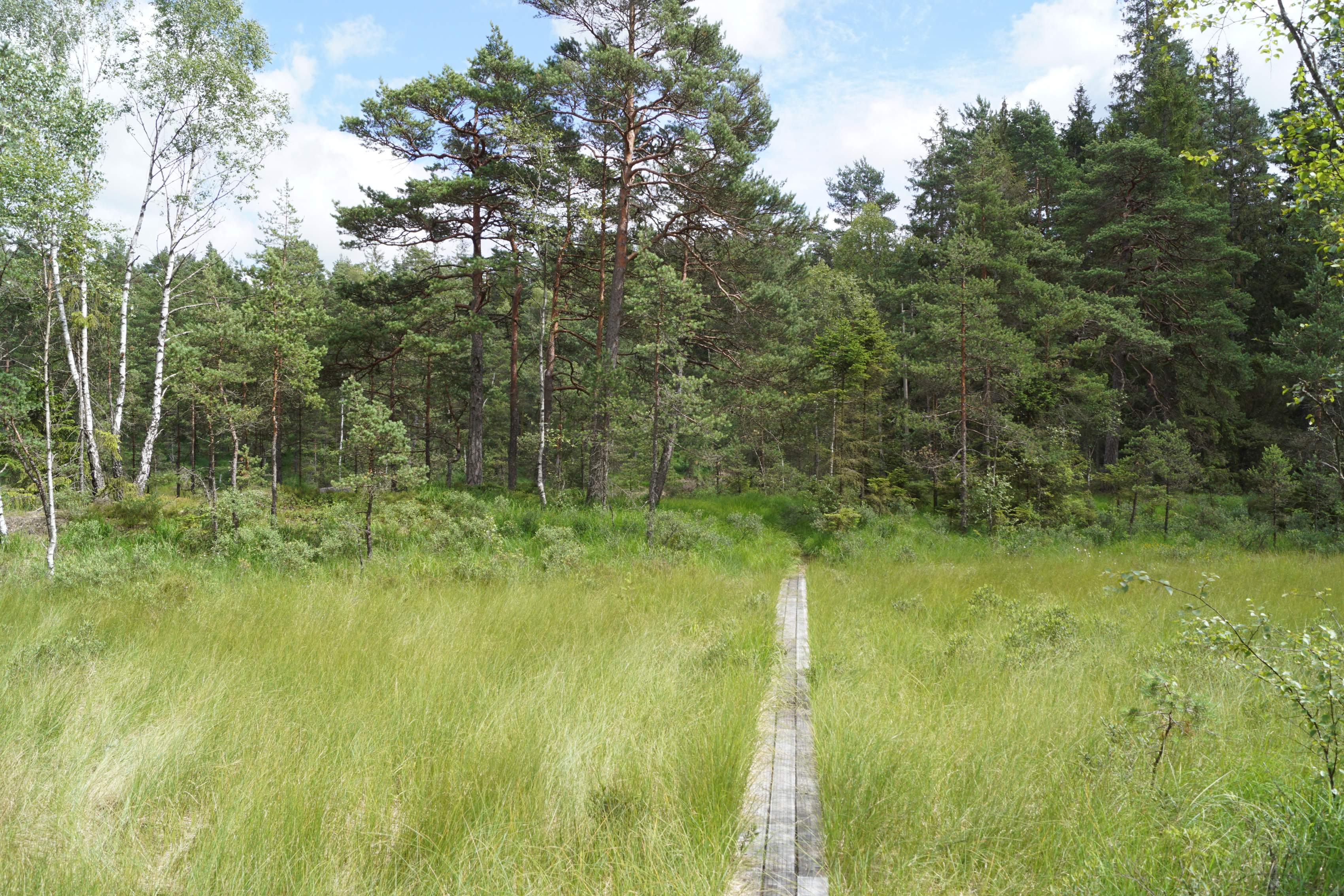